# Raul Brancaccio
Raul Brancaccio (* 4. Mai 1997 in Torre del Greco) ist ein italienischer Tennisspieler.

## Karriere
Brancaccio spielte bis 2015 auf der ITF Junior Tour. Dort konnte er mit Rang 224 seine höchste Notierung in der Jugend-Rangliste erreichen.
Bei den Profis spielte Brancaccio ab 2015 auf der ITF Future Tour. Im Doppel gewann er 2016 seine ersten zwei Titel auf dieser Tour, 2017 kamen fünf weitere hinzu. Im Einzel verlor er in derselben Zeit zweimal erst im Endspiel. Im Einzel gelang ihm dann 2018 ein kleiner Durchbruch, als er vier Futures gewann, während im Doppel zwei Titel dazu kamen. Erstmals spielte er auch Turniere auf der höherdotierten ATP Challenger Tour, allerdings ohne Erfolg. Im Einzel schloss er das Jahr mit Platz 489 erstmals in den Top 500 der Weltrangliste ab; im Doppel war er aus eben jenen mit Rang 551 knapp wieder herausgefallen. Anfang 2019 schaffte Brancaccio in Rennes erstmals zwei Matches zu gewinnen und sein erstes Challenger-Achtelfinale zu erreichen, was ihm bis Mitte des Jahres noch zwei weitere Male gelang. Er profitierte dabei in seinem Heimatland auch von Wildcards, da sein Ranking eigentlich noch nicht für das Hauptfeld von Challenger ausreichte. In Cherbourg stand er im Doppel in seinem ersten Challenger-Endspiel. Außer einem weiteren Einzeltitel auf der Future-Ebene sowie dem Viertelfinaleinzug in Florenz verlief der Rest der Saison ohne weitere Höhepunkte. Obwohl er zwischenzeitlich auf sein Karrierehoch von Platz 270 gestiegen war, fiel er bis zum Jahresende im Einzel wieder aus den Top 300. Im Doppel kam er nach seinem höchsten Stand von Rang 255 im Jahr 2018 ebenfalls nicht über die Schwelle der Top 300. 2021 musste der Italiener also auch wieder Futures spielen, wo er im Einzel einmal und im Doppel dreimal erfolgreich war. Fünfmal verlor er auf der Challenger Tour im Viertelfinale, während er im Doppel in Murcia seinen ersten Challenger-Titel gewann. Das Highlight des Jahres war die erfolgreiche Qualifikation für ein Turnier der ATP Tour in Parma. Er gewann dort mit James Duckworth (Platz 99) auch erstmals gegen einen Spieler der Top 100. Im Hauptfeld des Turniers unterlag er seinem Landsmann Marco Cecchinato in zwei Sätzen. Er stand auf Platz 301 am Jahresende.
2022 verlor Brancaccio auf Gran Canaria noch einmal im Viertelfinale, konnte aber bis auf sechs Plätze an sein Karrierehoch herankommen.

## Erfolge
| Legende (Anzahl der Siege)  |
| Grand Slam                  |
| ATP World Tour Finals       |
| ATP World Tour Masters 1000 |
| ATP World Tour 500          |
| ATP World Tour 250          |
| ATP Challenger Tour (3)     |

### Einzel

#### Turniersiege
| Nr. | Datum          | Turnier                  | Belag     | Finalgegner      | Ergebnis      |
| --- | -------------- | ------------------------ | --------- | ---------------- | ------------- |
| 1.  | 31. Juli 2022  | San Benedetto del Tronto | Sand      | Andrea Vavassori | 6:1, 6:1      |
| 2.  | 7. Januar 2023 | Nouméa                   | Hartplatz | Laurent Lokoli   | 4:6, 7:5, 6:2 |

### Doppel

#### Turniersiege
| Nr. | Datum           | Turnier | Belag | Partner        | Finalgegner                                    | Ergebnis  |
| --- | --------------- | ------- | ----- | -------------- | ---------------------------------------------- | --------- |
| 1.  | 2. Oktober 2021 | Murcia  | Sand  | Flavio Cobolli | Alberto Barroso Campos Roberto Carballés Baena | 6:3, 7:64 |